# Beth Behrs
Beth Behrs, nome artístico de Elizabeth Ann Behrs (Lancaster, 26 de dezembro de 1985), é uma atriz americana. Ela ficou conhecida no papel principal de Caroline Channing da telessérie de sitcom 2 Broke Girls (2011-17). Desde 2018, protagoniza a sitcom The Neighborhood como Gemma Johnson.
Além de sua carreira de atriz, Beth é escritora e filantropa. Desde 2016, co-escreve junto com seu amigo de infância Matt Doyle o web quadrinhos para jovens adultos "Dents", inspirado na revista "X-Men" e que explora temas como sexualidade, feminismo e questões ambientais. Lançou o livro de autoajuda "The Total Me-Tox: How to Ditch Your Diet, Move Your Body & Love Your Life" em maio de 2017, no qual ela compartilha sua jornada pessoal em direção à saúde e felicidade. É co-fundadora da SheHerdPower, que ajuda vítimas de agressões sexuais através de terapia equina.

## Biografia
Filha mais velha de David Behrs, presidente de faculdade, e Maureen Behrs, professora do primário. Em 1989 a família se mudou para Lynchburg, Virgínia, onde Beth foi criada.
Com quatro anos entrou para o teatro, e jogando futebol quando era adolescente. Com quinze anos, se mudou para Marin County, Califórnia, em San Francisco Bay Area.
Behrs começou a frequentar Tamalpais High School, em 2001, e foi aceita no programa de teatro da escola altamente considerada.
Ela estudou no American Conservatory Theater em San Francisco, e passou a atuar no musical Dangling Conversations: The Music of Simon and Garfunkel e outras peças como Korczak’s Children e A Bright Room Called Day de Tony Kushner. Em 2004, mudou-se para Los Angeles, Califórnia para estudar atuação na UCLA School of Theater, Film and Television. Já em 2005, atuou como Sandy Dumbrowski numa produção de Grease no Ray of Light Theatre de San Francisco, e foi nomeada "Miss Marin County" em 2006. Ela começou a fazer audições para papéis em seu último ano, e se formou em 2008 com uma licenciatura em estudos críticos. Behrs foi premiada com uma bolsa da Young Musician's Foundation Vocal Scholarship após graduar-se.

## Filmografia

### Filmes
| Ano  | Titulo                                  | Papel                                                                                          | Nota                 |
| ---- | --------------------------------------- | ---------------------------------------------------------------------------------------------- | -------------------- |
| 2009 | American Pie Presents: The Book of Love | Heidi                                                                                          | Diretamente em vídeo |
| 2011 | Adventures of Serial Buddies            | Brittany                                                                                       |                      |
| 2012 | Route 30, Too!                          | Garota alienígena                                                                              |                      |
| 2013 | Monsters University                     | Carrie Williams, Britney Davis, Crystal Du Bois, Heather Olson, Taylor Holbrook, Naomi Jackson | Voz                  |
| 2015 | Chasing Eagle Rock                      | Deborah                                                                                        |                      |
| 2015 | Hello, My Name Is Doris                 | Brooklyn Henderson                                                                             |                      |

### Televisão
| Ano           | Titulo                         | Papel             | Nota                                     |
| ------------- | ------------------------------ | ----------------- | ---------------------------------------- |
| 2010          | NCIS: Los Angeles              | Corista           | Episódio: "Disorder"                     |
| 2011          | Castle                         | Ginger            | Episódio: "Slice of Death"               |
| 2011          | Pretty Tough                   | Regen             | Série da Hulu                            |
| 2011-17       | 2 Broke Girls                  | Caroline Channing | Elenco principal                         |
| 2016          | Home: Adventures with Tip & Oh | Moochie           | Voz                                      |
| 2018          | The Big Bang Theory            | Nell              | Episódio: "The Separation Triangulation" |
| 2018-presente | The Neighborhood               | Gemma Johnson     | Elenco principal                         |